# Hombrechtikon
Hombrechtikon är en ort och kommun  i distriktet Meilen i kantonen Zürich, Schweiz. Kommunen har 8 999 invånare (2023).
I kommunen finns även orten Feldbach.